# Zingiber anamalayanum
Zingiber anamalayanum là một loài thực vật có hoa trong họ Gừng. Loài này được P. Sujanapal và Nanu Sasidharan miêu tả khoa học đầu tiên năm 2010.

## Mẫu định danh
Mẫu định danh P. Sujanapal & N. Sasidharan KFRI 30829; thu thập ngày 16 tháng 8 năm 2008 tại cao độ ~1.450 m, Minampara, Nelliyampathy, huyện Palakkad, bang Kerala, Ấn Độ.  Mẫu holotype lưu giữ tại Đại học Nông nghiệp Tamil Nadu ở Coimbatore, Tamil Nadu (MH), các isotype lưu giữ tại Đại học Calicut ở Calicut, Kerala (CALI), Viện Nghiên cứu rừng Kerala ở Trichur, Kerala (KFRI) và Naturalis ở Leiden, Hà Lan (L).

## Phân bố
Loài bản địa dãy Nelliyampathy Hill, bang Kerala, tây nam Ấn Độ. Môi trường sống là đồng cỏ cao độ 1.400-1.650 m.

## Mô tả
Cây thảo thân rễ lâu năm. Thân rễ đường kính 6–7 cm, ruột màu vàng kem, thơm. Rễ nhiều, mọng, mọc thành cụm ở đáy thân lá, màu kem. Các chồi lá cao 50–150 cm, mọng, như da dầy; phần đáy được 4-9 bẹ không lá bao quanh, đáy màu đỏ ánh tía; phần trên màu xanh lục sẫm với mép ánh xám, mặt ngoài có lông tơ. Lá không cuống, bẹ lá màu xanh lục, có lông dài lỏng lẻo ở phía dưới, tạo thành búi về phía đỉnh, có lông len ở chỗ nối với phiến lá; lưỡi bẹ 2 thùy sâu, các thùy dài 0,5-1,3 cm, thuôn tròn tại đỉnh, như màng, có lông len về phía mép, màu xanh lục với mép ánh xám. Phiến lá 13-25 × 4–8 cm, hình mác, elip hay elip-thuôn dài, đỉnh nhọn thon, đáy thuôn tròn không đều, mép nguyên, có mào lông hay lông lụa mặt dưới, màu xanh lục sẫm và bóng mặt trên. Cụm hoa mọc trực tiếp từ thân rễ, gần với chồi lá, dài 15–60 cm; cuống cụm hoa có lá hoặc không, dài 10–40 cm, được 4-7 bẹ che phủ, các bẹ màu ánh lục, ánh vàng hoặc ánh đỏ, chủ yếu ánh đỏ khi thuần thục, có lông tơ; lá trên cuống cụm hoa 8-13 x 3–5 cm, tương tự các lá thông thường; cành hoa bông thóc hình trụ, thon thành đỉnh hẹp, dài 10–17 cm, đường kính 4–8 cm; các lá bắc xếp lợp chặt, 2-4,5 × 1,5–3 cm, các lá bắc trên và dưới nhỏ hơn, các lá bắc giữa lớn hơn, hình bay ngược rộng với mép như thủy tinh, đỉnh thuôn tròn tới nhọn. có lông tơ khi non, lông tơ mềm khi thuần thục, màu xanh lục khi non, chuyển thành vàng nhạt với mép đỏ khi đạt tới thuần thục và đỏ sẫm hay đỏ ánh nâu khi thuần thục với nhiều gân song song sát nhau, đỡ 1 hoa; các lá bắc con 2 thùy ở đỉnh, 3,5-3,7 × 2,2-2,5 cm, hình trứng ngược, chẻ tới đáy, có lông lỏng lẻo, sọc và đốm màu nâu về phía đỉnh. Hoa dài 5,5-6,2 cm; ống đài hình ống, dài 2,2-2,5 cm, đỉnh 2 thùy, chẻ tới giữa ở một bên, có lông nhỏ, màu trắng với các sọc nâu; ống tràng dài 3-3,3 cm, màu trắng, có lông mềm phía dưới, 3 thùy, các thùy không đều, có gân dọc, màu trắng; thùy tràng lưng hình trứng-elip, 2,6-3 × 1,3-1,6 cm, hình thuyền, đỉnh có nắp, nhọn, nhẵn nhụi; các thùy tràng bên hình trứng hẹp hay hình mác, 1,7-2,2 × 0,5-0,8 cm, đỉnh nhọn, màu trắng, nhẵn nhụi. Cánh môi 3 thùy, dài hơn các thùy tràng bên, thùy giữa hình tròn-thuôn dài, 2,4-2,7 × 2,6–3 cm, chẻ đôi ở đỉnh, mép nhăn mạnh, màu trắng với các sọc và đốm màu tía, nhẵn nhụi; các thùy bên hình trứng không đều, 0,8-1,2 × 0,6-0,8 cm, rời gần như tới đáy, đỉnh thuôn tròn không đều, mép nhăn, màu kem đôi khi với vài đốm màu tía. Nhị dài ~3 cm; chỉ nhị rất ngắn, 1-2 × 2–3 mm, dẹp; bao phấn thuôn dài, ~1,3 × 0,5 cm, màu vàng kem, nhẵn nhụi, phần phụ dài ~1,4 cm, có rãnh, uốn ngược, ôm lấy vòi nhụy, màu kem với nhiều sọc tía, đỉnh hình tam giác, dài hơi đầu nhụy. Bộ nhụy dài 5,2-5,7 cm; bầu nhụy ~5 × 5 mm, 3 ngăn, hình tam giác, có lông tơ, noãn nhiều, đính lưng; vòi nhụy 4,8-5,2 cm, màu ánh tía, hình chỉ, xẻ rãnh qua bao phấn và mô kết nối; đầu nhụy màu ánh tía với khe hở hình tròn ở đỉnh được lông cứng bao quanh; tuyến trên bầu 2, ~5 mm, màu vàng. Quả 1,4-1,7 × 1,1-1,4 cm, hình trứng rộng, vỏ màu hồng ánh đỏ, ruột màu kem với đài bền; hạt màu đen, ~5 × 3 mm, nhiều, nhẵn nhụi; áo hạt màu trắng, xé rách.
Về hình thái, Z. anamlayanum tương tự như Z. montanum, Z. cylindricum, Z. zerumbet và Z. neesanum.
Tương tự như Z. montanum ở cành hoa bông thóc hình trụ dài với các lá bắc hình trứng màu ánh đỏ, lá không/gần như không cuống, đài hoa chẻ một bên, các thùy tràng không đều, tuyến trên bầu màu vàng, bầu nhụy có lông tơ, bao phấn màu ánh vàng, quả hình trứng và hạt đen. Tuy nhiên, nó khác Z. montanum ở lá rộng, như da có lông lụa, lưỡi bẹ dài, tràng hoa màu trắng, cánh môi hình tròn rộng với các sọc nâu và nhăn mạnh, phần phụ nhị lép có sọc tía.
Màu hoa của Z. anamalayanum tương tự như của Z. neesanum, nhưng lá rộng, như da, không cuống, cành hoa bông thóc hình trụ mập, các thùy bên rời và thùy giữa cánh môi nhăn mạnh của nó là khác với loài kia.
Các lá có lông măng, thùy bên rời và thùy giữa nhăn mạnh của cánh môi là tương tự như ở Z. zerumbet. Tuy nhiên, lưỡi bẹ 2 thùy sâu, cành hoa bông thóc hình trụ dài, tràng hoa màu trắng, cánh môi có sọc nâu và mô liên kết bao phấn có sọc tía giúp phân biệt nó với Z. zerumbet.